# Irina Alexandrova
Irina Alexandrova (født 2. oktober 1994) er en kasakhstansk håndboldspiller, der spiller for USC Dostyk og det kasakhstanske landshold .
Hun deltog ved verdensmesterskabet i håndbold for kvinder i 2015 i Danmark.